# Kohei Kiyama
Kohei Kiyama (født 22. februar 1988) er en japansk fodboldspiller, som spiller for den japanske fodboldklub Fagiano Okayama.